# Pardosa dorsalis
Pardosa dorsalis är en spindelart som beskrevs av Banks 1894. Pardosa dorsalis ingår i släktet Pardosa och familjen vargspindlar. Inga underarter finns listade i Catalogue of Life.